# 兹德涅克·皮奇曼
兹德涅克·皮奇曼（捷克語：Zdeněk Pičman，1933年1月23日—2014年7月6日），捷克男子足球运动员，司职后卫。他曾代表捷克斯洛伐克国奥队参加1964年夏季奥林匹克运动会足球比赛，获得一枚银牌。